# Discografia de TLC
A discografia do girl group norte-americano de R&B TLC contém cinco álbuns de estúdio, cinco álbuns de compilação e vinte e um singles.
Eles tiveram quatro singles número um nos Estados Unidos: "Creep", "Waterfalls", "No Scrubs" e "Unpretty". O grupo certificou a venda de 23 milhões de álbuns e 6,5 milhões de singles nos Estados Unidos. Em 2008, o grupo foi introduzido no Hall da Fama do All Time Hot 100, pela revista Billboard, na 56ª posição.
Elas já venderam mais de 65 milhões de discos em todo o mundo, e é considerado um dos girl groups mais vendidos de todos os tempos (segundo depois das Spice Girls).
Seu segundo álbum de estúdio, CrazySexyCool, vendeu mais de catorze milhões de cópias em todo o mundo, e é reconhecido como o álbum mais vendido de todos os tempos por um grupo feminino nos Estados Unidos.

## Álbuns

### Álbuns de estúdio
| Titulo                       | Detalhes                                                                                       | Paradas da Billboard | Paradas da Billboard | Paradas da Billboard | Paradas da Billboard | Paradas da Billboard | Paradas da Billboard | Paradas da Billboard | Paradas da Billboard | Paradas da Billboard | Paradas da Billboard | Certificações                                                                                           |
| Titulo                       | Detalhes                                                                                       | US                   | US R&B/HH            | AUS                  | CAN                  | GER                  | NLD                  | NZ                   | SWE                  | SWI                  | UK                   | Certificações                                                                                           |
| ---------------------------- | ---------------------------------------------------------------------------------------------- | -------------------- | -------------------- | -------------------- | -------------------- | -------------------- | -------------------- | -------------------- | -------------------- | -------------------- | -------------------- | --- |
| Ooooooohhh... On the TLC Tip | - Lançamento: 25 de fevereiro de 1992 - Gravadora: LaFace - Formatos: LP, cassette, CD         | 14                   | 3                    | 99                   | 78                   | —                    | —                    | —                    | —                    | —                    | —                    | - RIAA: 4× Platina - MC: Platina                                                                        |
| CrazySexyCool                | - Lançamento: 15 de novembro de 1994 - Gravadora: LaFace, Arista - Formatos: LP, cassette, CD  | 3                    | 2                    | 5                    | 6                    | 4                    | 4                    | 1                    | 11                   | 10                   | 4                    | - RIAA: 11× Platina - ARIA: 2× Platina - BPI: Platina - IFPI AUT: Ouro - MC: 8× Platina - RMNZ: Platina |
| FanMail                      | - Lançamento: 23 de fevereiro de 1999 - Gravadora: LaFace, Arista - Formatos: LP, cassette, CD | 1                    | 1                    | 15                   | 3                    | 7                    | 9                    | 6                    | 16                   | 11                   | 7                    | - RIAA: 6× Platina - ARIA: Platina - BPI: Platina - IFPI SUI: Ouro - MC: 4× Platina - RMNZ: Platina     |
| 3D                           | - Lançamento: 10 de outubro de 2002 - Gravadora: Arista - Formatos: LP, cassette, CD           | 6                    | 4                    | 73                   | 28                   | 46                   | 62                   | 45                   | —                    | 47                   | 45                   | - RIAA: Platina                                                                                         |
| TLC                          | - Lançamento: 30 de junho de 2017 - Gravadora: 852 Musiq - Formatos: CD, LP, download          | 38                   | 20                   | —                    | —                    | 81                   | —                    | —                    | —                    | —                    | 40                   | |

### Álbuns de compilação
| Now & Forever the Hits                             | - Lançamento: 30 de setembro de 2003 - Gravadora: Arista - Formatos: CD, cassette                                   | 53 | 33 | 86 | - BPI: Prata |
| The Very Best of TLC: CrazySexyHits                | - Lançamento: 20 de agosto de 2007 (Lançado apenas no Reino Unido) - Gravadora: Arista - Formatos: CD, download     | —  | —  | 57 |              |
| We Love TLC                                        | - Lançamento: 25 de março de 2009 (Lançado apenas no Japão) - Gravadora: Arista - Formato: CD                       | —  | —  | —  |              |
| TLC 20: 20th Anniversary Hits                      | - Lançamento: 19 de junho de 2013 (Lançado apenas no Japão) - Gravadora: Warner Music Japão - Formato: CD, download | —  | —  | —  |              |
| 20                                                 | - Lançamento: 15 de outubro de 2013 - Gravadora: LaFace/Epic - Formato: CD, download                                | 12 | —  | —  |              |
| "—" Não entrou na lista ou não foi lançado no país | |    |    |    |              |

### Outros Álbuns
- Artist Collection[26] (2004)
- Collections[27] (2006)
- The Greatest Hits of TLC[28] (2008)
- Playlist: the Very Best of TLC"[29] (2009)
- Steel Box Collection: Greatest Hits[30] (2009)
- Super Hits[31] (2010)
- 12″ Masters Essential Mixes[32][33][34] (2010)
- S.O.U.L.[35] (2013)

### Álbuns de vídeo
| Título                          | Detalhes                                                         | Certificações | Notas |
| ------------------------------- | ---------------------------------------------------------------- | ------------- | --- |
| Oooooooohhh... On the Video Tip | - Lançado: 29 de agosto de 1992 - Formato: VHS                   |               | - Apresenta entrevistas e filmagens de bastidores. - Também inclui os videoclipes de "Ain't 2 Proud 2 Beg", "Baby-Baby-Baby" e "What About Your Friends". Atingiu o número 9 no Billboard Top Music Videos. |
| CrazyVideoCool                  | - Lançado: 7 de novembro de 1995 - Formatos: LaserDisc, VHS, VCD | - EUA: Ouro   | - Apresenta entrevistas, cenas dos bastidores em sessões de vídeo. - Também inclui os videoclipes de "Creep", "Red Light Special", "Waterfalls" e "Diggin 'on You".                                         |
| Hands Up/Girl Talk              | - Lançamento: 15 de abril de 2003 - Formatos: DVD                | - EUA: Ouro   | - Inclui os videoclipes de "Hands Up" and "Girl Talk". |
| Now & Forever: The Video Hits   | - Lançamento: 24 de março de 2004 - Formatos: DVD                |               | - Lançado para coincidir com Now and Forever: The Hits. - Contém todos os videoclipes dos singles que alcançaram o top 10 das paradas da Billboard.                                                         |

## Singles
| Título                                                                         | Ano  | Melhores posições | Melhores posições | Melhores posições | Melhores posições | Melhores posições | Melhores posições | Melhores posições | Melhores posições | Melhores posições | Melhores posições | Certificações                                                                | Album                          |
| Título                                                                         | Ano  | US                | US R&B/HH         | AUS               | FRA               | GER               | IRE               | NLD               | NZ                | SWI               | UK                | Certificações                                                                | Album                          |
| ------------------------------------------------------------------------------ | ---- | ----------------- | ----------------- | ----------------- | ----------------- | ----------------- | ----------------- | ----------------- | ----------------- | ----------------- | ----------------- | ---------------------------------------------------------------------------- | ------------------------------ |
| "Ain't 2 Proud 2 Beg"                                                          | 1992 | 6                 | 2                 | 28                | —                 | —                 | —                 | 24                | 35                | —                 | 13                | - RIAA: Platina                                                              | Ooooooohhh... On the TLC Tip   |
| "Baby-Baby-Baby"                                                               | 1992 | 2                 | 1                 | 95                | —                 | —                 | —                 | —                 | —                 | —                 | 55                | - RIAA: Platina                                                              | Ooooooohhh... On the TLC Tip   |
| "What About Your Friends"                                                      | 1992 | 7                 | 2                 | 79                | —                 | —                 | —                 | 58                | 19                | —                 | 59                | - RIAA: Ouro                                                                 | Ooooooohhh... On the TLC Tip   |
| "Hat 2 da Back"                                                                | 1993 | 30                | 14                | —                 | —                 | —                 | —                 | —                 | 22                | —                 | —                 |                                                                              | Ooooooohhh... On the TLC Tip   |
| "Get It Up"                                                                    | 1993 | 42                | 15                | —                 | —                 | —                 | —                 | —                 | 25                | —                 | —                 |                                                                              | Poetic Justice                 |
| "Sleigh Ride"                                                                  | 1993 | —                 | —                 | —                 | —                 | —                 | —                 | —                 | —                 | —                 | —                 |                                                                              | Home Alone 2: Lost in New York |
| "Creep"                                                                        | 1994 | 1                 | 1                 | 20                | 23                | 39                | 9                 | 19                | 4                 | 26                | 6                 | - RIAA: Platina - BPI: Prata - RMNZ: Ouro                                    | CrazySexyCool                  |
| "Red Light Special"                                                            | 1995 | 2                 | 3                 | 53                | —                 | —                 | —                 | —                 | 9                 | —                 | 18                | - RIAA: Ouro - RMNZ: Ouro                                                    | CrazySexyCool                  |
| "Waterfalls"                                                                   | 1995 | 1                 | 4                 | 4                 | 20                | 5                 | 4                 | 5                 | 1                 | 1                 | 4                 | - RIAA: Platina - ARIA: Platina - BPI: Ouro - BVMI: Ouro - RMNZ: Platina     | CrazySexyCool                  |
| "Diggin' On You"                                                               | 1995 | 5                 | 7                 | 6                 | —                 | 46                | 21                | 32                | 8                 | 29                | 18                | - RIAA: Ouro - ARIA: Ouro                                                    | CrazySexyCool                  |
| "No Scrubs"                                                                    | 1999 | 1                 | 1                 | 1                 | 5                 | 4                 | 1                 | 3                 | 1                 | 5                 | 3                 | - RIAA: Ouro - ARIA: Platina - BPI: Platina - IFPI SUE: Ouro - RMNZ: Platina | FanMail                        |
| "Unpretty"                                                                     | 1999 | 1                 | 4                 | 3                 | 32                | 16                | 4                 | 8                 | 3                 | 9                 | 6                 | - RIAA: Ouro - ARIA: Platina - BPI: Ouro - IFPI SUE: Ouro - RMNZ: Ouro       | FanMail                        |
| "Dear Lie"                                                                     | 2000 | 51                | 70                | 35                | 40                | 37                | 12                | 26                | 10                | 29                | 31                |                                                                              | FanMail                        |
| "Girl Talk"                                                                    | 2002 | 28                | 23                | 46                | —                 | 79                | —                 | 54                | 18                | 96                | 30                |                                                                              | 3D                             |
| "Hands Up"                                                                     | 2002 | —                 | —                 | —                 | —                 | —                 | —                 | —                 | —                 | —                 | 109               |                                                                              | 3D                             |
| "Damaged"                                                                      | 2003 | 53                | —                 | —                 | —                 | —                 | —                 | —                 | 21                | —                 | —                 |                                                                              | 3D                             |
| "Come Get Some" (featuring Lil Jon e Sean P)                                   | 2004 | —                 | 81                | —                 | —                 | —                 | —                 | —                 | —                 | —                 | —                 |                                                                              | Now & Forever the Hits         |
| "I Bet" (featuring O'so Krispie)                                               | 2005 | —                 | —                 | —                 | —                 | —                 | —                 | —                 | —                 | —                 | —                 |                                                                              | Now & Forever the Hits         |
| "Gift Wrapped Kiss"                                                            | 2014 | —                 | —                 | —                 | —                 | —                 | —                 | —                 | —                 | —                 | —                 |                                                                              | Não adicionado à nenhum álbum  |
| "Haters"                                                                       | 2016 | —                 | —                 | —                 | —                 | —                 | —                 | —                 | —                 | —                 | —                 |                                                                              | TLC                            |
| "Way Back" (featuring Snoop Dogg)                                              | 2017 | —                 | —                 | —                 | —                 | —                 | —                 | —                 | —                 | —                 | —                 |                                                                              | TLC                            |
| "—" denota títulos que não entraram nas paradas ou não foram lançados no país. |      |                   |                   |                   |                   |                   |                   |                   |                   |                   |                   |                                                                              |                                |

### Singles promocionais
| Título                  | Ano  | Melhores posições | Melhores posições | Álbum             |
| Título                  | Ano  | US                | US R&B/HH         | Álbum             |
| ----------------------- | ---- | ----------------- | ----------------- | ----------------- |
| "Kick Your Game"        | 1995 | —                 | —                 | CrazySexyCool     |
| "This Is How It Works"  | 1996 | —                 | —                 | Waiting to Exhale |
| "Silly Ho"              | 1998 | 59                | 21                | FanMail           |
| "I'm Good at Being Bad" | 1999 | —                 | 38                | FanMail           |
| "FanMail"               | 1999 | —                 | —                 | FanMail           |
| "My Life"               | 1999 | —                 | —                 | FanMail           |
| "I Need That"           | 1999 | —                 | —                 | —                 |
| "3D"                    | 2002 | —                 | —                 | 3D                |
| "Dirty Dirty"           | 2002 | —                 | —                 | 3D                |
| "American Gold"         | 2017 | —                 | —                 | TLC               |
| "It's Sunny"            | 2017 | —                 | —                 | TLC               |

### Outras aparições
| Canção                                                                         | Ano  | Álbum                     |
| ------------------------------------------------------------------------------ | ---- | ------------------------- |
| "Reversal of a Dog" (Damian Dame, Highland Place Mobsters, Toni Braxton & TLC) | 1992 | Boomerang                 |
| "All I Want for Christmas"                                                     | 1993 | A LaFace Family Christmas |
| "This Is How It Works"                                                         | 1996 | Waiting to Exhale         |
| "All That Theme Song"                                                          | 1996 | All That                  |
| "All That – Outro Theme Song"                                                  | 1996 | All That                  |
| "Can You Hear Me" (Missy Elliott featuring TLC)                                | 2002 | Under Construction        |
| "Rainbow" (Cover de L'Arc-en-Ciel)                                             | 2012 | L'arc~en~ciel Tribute     |

## Vídeos musicais
| Título                                                                                          | Ano  | Álbum                                           | Diretor(es)          |
| ----------------------------------------------------------------------------------------------- | ---- | ----------------------------------------------- | -------------------- |
| "Ain't 2 Proud 2 Beg"                                                                           | 1992 | Ooooooohhh... On the TLC Tip                    | Lionel C. Martin     |
| "Baby-Baby-Baby"                                                                                | 1992 | Ooooooohhh... On the TLC Tip                    | Keith Ward & Pebbles |
| "Baby-Baby-Baby" (Extended)                                                                     | 1992 | Ooooooohhh... On the TLC Tip                    | Keith Ward & Pebbles |
| "What About Your Friends"                                                                       | 1992 | Ooooooohhh... On the TLC Tip                    | Lionel C. Martin     |
| "Hat 2 da Back"                                                                                 | 1992 | Ooooooohhh... On the TLC Tip                    | Katie Harck          |
| "Get It Up"                                                                                     | 1993 | Trilha sonora do Poetic Justice                 | Felicia Louys        |
| "Sleigh Ride"                                                                                   | 1993 | Trilha sonora do Home Alone 2: Lost in New York | Paloma Jonnes        |
| "Creep"                                                                                         | 1994 | CrazySexyCool                                   | Matthew Rolston      |
| "Creep" (#1 Versão)                                                                             | 1994 | CrazySexyCool                                   | Matthew Rolston      |
| "Creep" (#2 Versão)                                                                             | 1994 | CrazySexyCool                                   | Matthew Rolston      |
| "Red Light Special"                                                                             | 1995 | CrazySexyCool                                   | Matthew Rolston      |
| "Red Light Special" (Sexiest)                                                                   | 1995 | CrazySexyCool                                   | Matthew Rolston      |
| "Red Light Special" (Sexier)                                                                    | 1995 | CrazySexyCool                                   | Matthew Rolston      |
| "Waterfalls"                                                                                    | 1995 | CrazySexyCool                                   | F. Gary Gray         |
| "Diggin' On You"                                                                                | 1995 | CrazySexyCool                                   | F. Gary Gray         |
| "Freedom" (Vários artistas com participação do TLC)                                             | 1995 | Trilha sonora do Panther                        | Alex Yonf            |
| "No Scrubs"                                                                                     | 1999 | FanMail                                         | Hype Williams        |
| "Unpretty"                                                                                      | 1999 | FanMail                                         | Paul Hunter          |
| "Unpretty" (Remix)                                                                              | 1999 | FanMail                                         | Paul Hunter          |
| "Dear Lie"                                                                                      | 1999 | FanMail                                         | Bille Woodruff       |
| "What It Ain't" (Goodie Mob featuring TLC)                                                      | 2000 | World Party                                     | Dave Meyers          |
| "Girl Talk"                                                                                     | 2002 | 3D                                              |                      |
| "Turntable" (compilação de clipes)                                                              | 2002 | 3D                                              | Tommy Martin         |
| "Hands Up"                                                                                      | 2003 | 3D                                              | Matthew Rolston      |
| "Hands Up" (So So Def Remix)                                                                    | 2003 | 3D                                              | Matthew Rolston      |
| "Damaged"                                                                                       | 2003 | 3D                                              | Joseph Kahn          |
| "Voice of Love" (Vários artistas com participação do TLC)                                       | 2004 | —                                               |                      |
| "Crooked Smile" (não aparece no vídeo em si, mas seus vocais na faixa estão incluídos no vídeo) | 2013 | Born Sinner                                     |                      |
| "Meant to Be" (aparece no final do CrazySexyCool: the TLC Story)                                | 2013 | 20                                              |                      |
| "Way Back"                                                                                      | 2017 | TLC                                             |                      |
| "Haters"                                                                                        | 2017 | TLC                                             |                      |